# Schurk

Een van de archetypen van de slechterik, gebaseerd op laat-19e-eeuws theater.

Een schurk, booswicht, snoodaard, slechterik, boef of bandiet is een personage met een slecht karakter. In een verhaal - meestal fictie - strijdt de slechterik vaak tegen de held.
De booswicht met zijn neiging tot het kwade kan zowel de protagonist (hoofdrolspeler) als de antagonist (tegenspeler) van het verhaal zijn. Booswichten worden onderscheiden van de antiheld: een personage dat veel minder heroïsch is dan de held, maar wel sympathie en bewondering afdwingt. 
Hoewel de schurk vaak het doelwit is van de haat of minachting van het publiek, is hij belangrijk voor de plot. De schurk is doorgaans melodramatisch en lacht soms demonisch. Vaak is het doel van een schurk om de wereld te veroveren of andere kwade plannen uit te voeren. Sommigen worden beschreven als de duivel.